# Сурия Со. Пхленчит
Сурия Со. Пхленчит (тайск. สุริยา ส. เพลินจิต), также известен под именем Сурия Парасатхинпхимай (род. 2 апреля 1980, Накхонратчасима, Таиланд) — тайский спортсмен, выступающий в тайском боксе и любительском боксе. Обладатель Кубка короля Таиланда 2003 года и бронзовый призёр Олимпийских Игр 2004 года

## Титулы и достижения

### Тайский бокс
- 2000 год чемпион мира по версии IWM в первом среднем весе
- 2003 год победитель Кубка короля Таиланда (средний вес)

### Бокс
- 2004 год бронзовый призёр Олимпийских Игр в среднем весе

## Биография

### Тайский бокс
Выступая в профессиональном тайском боксе, Сурия трижды приглашался на бои в рамках фестиваля, приуроченного ко дню рождения короля Таиланда. Так, в 2000 году его соперником стал тогда ещё восходящая звезда Масато Кобаяси, месяцем ранее отметившийся победой над известным французом Мурадом Сари. Сурия выиграл решением судей, завоевав пояс чемпиона по версии IWM в первом среднем весе.

В 2003 году Сурия стал победителем 1-го Кубка короля, побив по очереди Арслана Магомедова, Э Пхотхонга и побившего многих тайских звёзд Фарида Вийома.

В мае 2007 года должен был состояться поединок Сурии с Тейроном Спонгом, тогда ещё выступавшим в полутяжёлом весе. Однако бой не состоялся из-за проблем с визой у Со. Пхленчита.

### Бокс
В 2004 году вскоре после победы на Кубке короля Сурия принял решение попробовать силы в любительском боксе. В мае 2004 года на квалификационном турнире в Пакистане он занял второе место, тем самым завоевав право представлять Таиланд на Олимпийских Играх в Афинах.

На Олимпиаде Сурия одержал верх над Джозефом Лубегой, Джавидом Тагиевым, Олегом Машкиным, но проиграл в полуфинале россиянину Гайдарбеку Гайдарбекову, получив таким образом бронзовую медаль.